# Южный океан
Ю́жный океа́н (устар. Южный ледовитый океан) — наименование совокупности южных частей Тихого, Атлантического и Индийского океанов, окружающих Антарктиду и нередко выделяемых как пятый океан, не имеющий, однако, чётко очерченной островами и континентами северной границы. Площадь Южного океана можно определять по океанологическому признаку: как линию схождения холодных антарктических течений с более тёплыми водами трёх океанов. Но такая граница постоянно меняет своё положение и зависит от сезона, поэтому неудобна для практических целей. В 2000 году государства — члены Международной гидрографической организации приняли решение выделять Южный океан как самостоятельный пятый океан, соединяющий в себе южные части Атлантического, Индийского и Тихого океанов, в пределах, ограниченных с севера 60-й параллелью южной широты, а также ограничиваемых Договором об Антарктике. Принятая площадь Южного океана 20,327 млн км² (между побережьем Антарктиды и 60-й параллелью южной широты). При этом не все страны согласны с предложенными границами.
Наибольшая глубина океана лежит в Южно-Сандвичевом жёлобе и составляет 8264 м. Средняя глубина — 3270 м. Длина береговой линии — 17 968 км.
По состоянию на 1978 год во всех русскоязычных практических морских пособиях (морские навигационные карты, лоции, огни и знаки и т. д.) понятие Южный океан отсутствовало, термин среди мореплавателей не употреблялся.
С конца XX века Южный океан подписывается на картах и в атласах, изданных Роскартографией. В частности, он подписан в 3-м издании фундаментального Атласа мира и в других атласах, изданных уже в XXI веке.
Наименование Южного океана используется в Государственном каталоге географических названий Российской Федерации.

## Моря вокруг Антарктиды
Обычно у берегов Антарктиды выделяют 13 морей: Уэдделла, Скоша, Беллинсгаузена, Росса, Амундсена, Дейвиса, Лазарева, Рисер-Ларсена, Космонавтов, Содружества, Моусона, Дюрвиля, Сомова; в Норвегии принято выделять также и море Короля Хокона VII. Важнейшие острова Южного океана: Южные Шетландские, Южные Оркнейские. Антарктический шельф погружен до глубины 500 метров.
Все омывающие Антарктиду моря, кроме моря Скоша, являются окраинными. В принятой в большинстве стран традиции они делят её побережье на секторы следующим образом:
| .                                           |                            |                                                               |
| Море Лазарева                               | 0—14° в. д.                | Михаил Лазарев, адмирал, первооткрыватель Антарктиды          |
| Море Рисер-Ларсена                          | 14—34° в. д.               | Яльмар Рисер-Ларсен, генерал-майор, создатель ВВС Норвегии    |
| Море Космонавтов                            | 34—45° в. д.               | Первые космонавты (1961—1962)                                 |
| Море Содружества                            | 70—87° в. д.               | Международное сотрудничество в Антарктике                     |
| Море Дейвиса                                | 87—98° в. д.               | Дж. K. Дэйвис, капитан «Авроры», экспедиция Моусона (1911—14) |
| Море Моусона                                | 98—113° в. д.              | Дуглас Моусон, геолог, глава трёх экспедиций                  |
| Море Дюрвиля                                | 136—148° в. д.             | Жюль Дюмон-Дюрвиль, океанограф, контр-адмирал                 |
| Море Сомова                                 | 148—170° в. д.             | Михаил Сомов, глава первой советской экспедиции (1955—57)     |
| Море Росса                                  | 170° в. д. — 158° з. д.    | Джеймс Росс, контр-адмирал, первым пересёк 78° ю. ш.          |
| Море Амундсена                              | 100—123° з. д.             | Руаль Амундсен, первым достиг южного полюса                   |
| Море Беллинсгаузена                         | 70—100° з. д.              | Фаддей Беллинсгаузен, адмирал, первооткрыватель Антарктиды    |
| Море Скоша                                  | 30—50° з. д., 55—60° ю. ш. | «Скоша» (англ. Scotia), судно экспедиции Брюса (1902—1904)    |
| Море Уэдделла                               | 10—60° з. д., 78—60° ю. ш. | Джеймс Уэдделл, китобой, исследовавший этот регион в 1820-х   |
| Море Короля Хокона VII (редко используется) | 20° в. д. 67° ю. ш.        | Хокон VII, король Норвегии                                    |
| .                                           |                            |                                                               |

## Южный океан в картографии
Южный океан впервые был выделен в 1650 году нидерландским географом Бернхардом Варениусом и включал в себя как не открытый пока европейцами «южный материк», так и все области выше южного полярного круга.
Термин «Южный океан» появлялся на картах в XVIII веке, когда началось систематическое исследование региона. Под именем «Южного Ледовитого океана» подразумевали обыкновенно, согласно границам, установленным в 1845 году Королевским географическим обществом в Лондоне, пространство, ограниченное со всех сторон Южным полярным кругом и простирающееся от этого круга к южному полюсу до пределов Антарктического континента. В публикациях Международной гидрографической организации Южный океан из состава Атлантического, Индийского и Тихого был выделен в 1937 году. Этому было своё объяснение: в южной своей части границы между тремя океанами весьма условны, в то же время воды, прилегающие к Антарктиде, имеют свою специфику, а также объединены Антарктическим циркумполярным течением. Однако впоследствии от выделения отдельного Южного океана отказались.
В настоящее время собственно океаном продолжает считаться водная масса, которая большей своей частью окружена сушей. В 2000 году Международная гидрографическая организация приняла разделение на пять океанов, но это решение так и не было ратифицировано. В действующем определении океанов от 1953 года Южного океана нет. В 2002 году секретариат МГО подготовил новую версию стандарта, где среди прочего предлагалось закрепить официальный статус Южного океана. Однако документ до сих пор не принят.
Интересы России в МГО представляет подразделение Министерства Обороны — Гидрографическая служба ВМФ, которая не признаёт существование Южного океана. В 1998 году Федеральная служба геодезии и картографии России рекомендовала наносить Южный океан на выпускаемые в стране карты южнее 58-й параллели, однако данная рекомендация не носит обязательного характера.
В советской традиции (1969 год) примерной границей Южного океана считалась северная граница зоны антарктической конвергенции, находящейся вблизи 55° южной широты. В других странах граница также размыта — широта южнее мыса Горн, граница плавучих льдов, зона договора об Антарктике (район южнее 60 параллели южной широты). Правительство Австралии рассматривает Южный океан как воды, расположенные непосредственно к югу от Австралийского континента.
В атласы и географические карты наименование Южного океана включали до первой четверти XX века. В советское время этот термин употреблялся редко, с конца XX века стал подписываться на картах, изданных Роскартографией. Гидрофизическая наука и наука об экосистемах давно выделяют Южный океан как отдельный.
Наименование Южного океана используется в Государственном каталоге географических названий Российской Федерации.
Южный океан является единственным океаном, который соприкасается с тремя другими и полностью охватывает континент, а не ограничивается сушей.

## История исследования Южного океана

### XVI—XIX века
Первое судно, пересёкшее границу Южного океана, принадлежало голландцам; им командовал Дирк Геритц, плававший в эскадре Якова Магю. В 1559 году в Магеллановом проливе судно Геритца после шторма потеряло из виду эскадру и пошло на юг. Спустившись до 64° южной широты, оно увидело высокую землю — возможно, Южные Оркнейские острова. В 1671 году Антони де ла Роше открыл Южную Георгию; в 1739 году был открыт остров Буве; в 1772 году французский морской офицер Кергелен открыл в Индийском океане остров, названный его именем.
Почти одновременно с плаванием Кергелена, из Англии отправился в первое своё путешествие в южное полушарие Джеймс Кук, и уже в январе 1773 года его суда «Эдвенчур» («Adventure») и «Резолюшн» («Resolution») пересекли южный полярный круг на меридиане 37°33' восточной долготы. После тяжелой борьбы со льдами он достиг 67°15' южной широты, где был вынужден повернуть к северу. В декабре того же года Кук снова отправился в Южный океан. 8 декабря он пересёк южный полярный круг в 150°6' западной долготы и на параллели 67°5' южной широты был затёрт льдами, высвободившись из которых, пошёл далее на юг и в конце января 1774 года достиг 71°15' южной широты на 109°14' западной долготы, к юго-западу от Огненной Земли. Здесь непроницаемая стена льдов помешала ему идти далее. Во время своего второго плавания в Южном океане Кук дважды перешёл южный полярный круг. В ходе обоих плаваний он убедился, что обилие ледяных гор указывает на существование значительного антарктического континента. Трудности полярных плаваний были описаны им так, что только китоловы продолжали посещать эти широты, и южные полярные научные экспедиции надолго прекратились.
В 1819 году русский мореплаватель Беллинсгаузен, командуя военными шлюпами «Восток» и «Мирный», посетил Южную Георгию и пробовал проникнуть вглубь Южного океана; в первый раз, в январе 1820 года, почти на меридиане Гринвича, он достиг 69°21' южной широты; затем, выйдя за пределы южного полярного круга, Беллинсгаузен прошёл вдоль него на восток до 19° восточной долготы, где снова его пересёк и достиг в феврале опять почти той же широты (69°6'). Далее на восток он поднялся только до 62-й параллели и продолжал свой путь вдоль окраины плавучих льдов; потом, на меридиане островов Баллени, дошёл до 64°55', в декабре 1820 года, на 161° западной долготы, прошёл южный полярный круг и достиг 67°15' южной широты, а в январе 1821 года, между меридианами 99° и 92° западной долготы, достиг 69°53' южной широты; затем, почти на меридиане 81°, открыл в 68°40' южной широты, высокий берег острова Петра I, а пройдя ещё на восток, внутри южного полярного круга — берег Земли Александра I. Таким образом Беллинсгаузен первый совершил полное плавание вокруг Южного Ледовитого материка, им открытого, почти все время между широтами 60° — 70°, на небольших парусных судах.
Южные Оркнейские острова были открыты в 1821 году китобоем Джорджем Пауэллом; в том же году китобой Натаниэль Палмер увидел берега земли, лежащей к югу от мыса Горн и носящей до сих пор его имя. В 1823 году китобой Веддель, на меридиане 34°17' западной долготы, достиг 74°15' южной широты; пройдя первую полосу густых плавучих льдов, он нашёл за ними почти совершенно открытое и свободное море. Спустя семь лет китобой Джон Биско посетил Фолклендские острова, направился к востоку и, постепенно склоняясь к югу, почти на Гринвичском меридиане пересёк южный полярный круг и дошёл до 69° южной широты, но, встретив льды, он повернул на северо-восток и в феврале 1831 года увидел в 50 км к югу берег, который он назвал Землёй Эндерби. В январе 1832 года Биско, пройдя вдоль южного полярного круга до меридиана 70° западной долготы, открыл, на 67°1' южной широты и 73°20' западной долготы, остров близ Земли Грагама, названный Аделейд, на который ему удалось высадиться. Немного севернее расположена целая группа островов имени Биско. В 1833 году Кемп открыл берег, названный его именем. В 1838 году арматоры Эндерби снова снарядили три парусных судна под командой Джона Баллени. В феврале 1839 года, на 66°30' южной широты и 162°40' восточной долготы, он открыл группу островов Баллени, очень высоких и обрывистых. Продолжая свой путь далее на запад, он прошёл вдоль границы льдов и на 120° меридиане восточной долготы, немного к северу от полярного круга, открыл Берег Сабрины.
В конце 1837 года французская экспедиция под началом Дюмон-Дюрвиля в составе двух паровых судов — «Астролябии» («L’Astrolabe») и «Зеле» («La Zélée») — отправились в путь для исследования Океании, проверки сведений Ведделя и с другими целями. В январе 1838 года Дюмон-Дюрвиль пошёл по пути Ведделя, но льды преградили ему путь на 63-й параллели южной широты. К югу от Южных Шетландских островов он увидел высокий берег, названный Землёй Людовика-Филиппа; впоследствии оказалось, что эта земля — остров, западные берега которого называются Земля Тринити и Земля Пальмер. После зимовки в Тасмании на пути к югу Дюмон-Дюрвиль встретил первые льды и после трудного плавания между ними, 9 января 1840 года, на широтах 66° — 67°, почти на полярном круге, и 141° в. д. усмотрел высокий гористый берег. Эту землю, названную Землёй Адели, Дюмон-Дюрвиль проследил по полярному кругу до 134-го меридиана восточной долготы 17 января, на 65° южной широты и 131° восточной долготы был открыт другой берег, названный Берегом Клари.
Американская экспедиция, в составе трех судов: «Vincennes», «Peacock» и «Porpoise», под началом лейтенанта Вильиса, в феврале 1839 года выступила из архипелага Огненной Земли с целью попытаться пройти путём Ведделя на юг, но её встретили такие же неодолимые препятствия, как и Дюмон-Дюрвиля, и она принуждена была возвратиться без особых результатов в Чили (на 103-м меридиане западной долготы она достигла почти 70° южной широты и тут будто бы видела землю). В январе 1840 года американский исследователь Чарлз Уилкс пошёл почти прямо на юг вдоль 160° восточной долготы. Уже на параллели 64°11' ю. ш. льды преградили ему дальнейший путь. Повернув на запад и дойдя до меридиана 153°6' восточной долготы, на 66° южной широты, он увидел в 120 км гору, которую назвал Рингольд Кноль. Росс, посетивший эти места немного позже, оспаривал открытие Уилкса, но без основания. Честь открытия разных частей Земли Уилкса принадлежит в действительности каждому из трёх мореплавателей — Уилксу, Дюмон-Дюрвилю и Россу — в отдельности. В течение января и февраля 1840 года Уилкс прошёл значительное пространство вдоль окраин антарктического континента и достиг 96-го меридиана восточной долготы. За всё время плавания ему не удалось где-либо пристать к берегу.
Третья английская экспедиция, под командованием Джеймса Кларка Росса, на паровых судах «Эребус» («Erebus») и «Террор» («Terror») (командующим «Erebus» был Крозье), была снаряжена для исследования южных полярных стран вообще. В августе 1840 года Росс был в Тасмании, где узнал, что Дюмон-Дюрвиль только что открыл берег Земли Адели; это заставило его начать свои исследования далее к востоку, на меридиане островов Баллени. В декабре 1840 года экспедиция пересекла южный полярный круг на меридиане 169°40' восточной долготы и вскоре начала борьбу со льдами. Через 10 дней полоса льдов была пройдена, и 31 декабря (по старому стилю) увидели высокий берег Земли Виктории, одну из высочайших горных вершин которой Росс назвал именем инициатора экспедиции — Сабина, а всю цепь гор высотой 2-3 тысячи метров — хребтом Адмиралтейства. Все долины этой цепи были завалены снегом и громадными ледниками, спускавшимися к морю. За мысом Адар берег повернул к югу, оставаясь гористым и неприступным. Росс высадился на один из островов Поссессион, на 71°56' южной широты и 171°7' восточной долготы, совершенно лишённом растительности и заселенном массой пингвинов, покрывших его берега толстым слоем гуано. Продолжая своё плавание далее на юг, Росс открыл острова Кульман и Франклин (последний — на 76°8' южной широты) и увидел прямо к югу берег и высокую гору (вулкан Эребус) высотой 3794 метра, а немного восточнее был замечен другой вулкан, уже потухший, названный Террор, высотой 3230 метров. Дальнейший путь к югу преграждал берег, заворачивавший на восток и окаймлённый непрерывной вертикальной ледяной стеной, высотой до 60 метров над водой, опускающейся, по определению Росса, на глубину около 300 метров. Этот ледяной барьер отличался отсутствием всяких значительных углублений, заливов или мысов; его почти ровная, вертикальная стена тянулась на громадное расстояние. За пределами ледяного берега к югу виднелись вершины высокой горной цепи, уходившей в глубь южного полярного материка; она названа именем Парри. Росс прошёл от Земли Виктории на восток около 840 км, и на всем этом протяжении характер ледяного берега оставался без изменений. Наконец, по́зднее время года заставило Росса возвратиться в Тасманию. В это плавание он достиг 78°4' южной широты, между 173-м и 174-м меридианами западной долготы. Во время второго плавания его суда 20 декабря 1841 года снова пересекли южный полярный круг и пошли дальше к югу. В начале февраля 1842 года, на 165-м меридиане западной долготы, они достигли более открытого моря и направились прямо на юг, подойдя к ледяному берегу немного более к востоку, нежели в 1841 году. На 161°27' западной долготы они достигли 78°9' южной широты, то есть подошли к южному полюсу ближе, нежели кто-либо до сих пор. Дальнейшее плавание на восток преградили сплошные льды (пак), и экспедиция повернула к северу. В декабре 1842 года Росс сделал третью попытку проникнуть к югу: на этот раз он избрал путь Ведделя и направился к Земле Людовика-Филиппа. Идя на восток, Росс на 8-м меридиане западной долготы пересёк полярный круг и 21 февраля достиг 71°30' южной широты, на 14°51' западной долготы.
Почти 30 лет спустя экспедиция на корвете «Челленджер» посетила, между прочим, и южные полярные страны. Побывав на острове Кергелен, «Челленджер» направился к югу и дошёл до 65°42' южной широты. На 64°18' южной широты и 94°47' восточной долготы он определил глубину в 2380 метров, и хотя, по карте Уилкса, берег должен был находиться на расстоянии всего 30 километров, его видно не было.
В 1893 году южный полярный материк у берегов острова Жуанвиля и Земли Грагама посетили несколько британских и норвежских китобойных судов. Они собрали данные по метеорологии и геологии данных местностей.

### XX—XXI века
В XX веке Южный океан стал регионом активного китобойного промысла разных стран, с 1946 года в охоте на китов участвовал также СССР (китобаза «Слава»), параллельно с тем проводя научные исследования.

## Климат и погода
Морские температуры изменяются приблизительно от −2 до 10 °C. Циклоническое движение штормов в восточном направлении вокруг континента и часто становится интенсивным из-за температурного контраста между льдом и открытым океаном. У океанской области от 40 градусов южной широты к Южному полярному кругу наблюдаются самые сильные средние ветры на Земле. Зимой океан замерзает до 65 градусов южной широты в Тихоокеанском секторе и 55 градусов южной широты в Атлантическом секторе, понижая поверхностные температуры значительно ниже 0 °C; в некоторых прибрежных пунктах постоянные сильные ветры оставляют береговую линию свободной ото льда в течение зимы.
Айсберги могут встречаться в любое время года по всему Южному океану. Некоторые из них способны достигать нескольких сотен метров; меньшие айсберги, их фрагменты и морской лед (обычно от 0,5 до 1 метра), также создают проблемы для кораблей. Встречающиеся айсберги имеют возраст 6-15 лет, что предполагает одновременное существование в водах океана более 200 тысяч айсбергов длиной от 500 метров до 180 км и шириной до нескольких десятков километров.
Морякам широты от 40 до 70 градусов южной широты, от эпохи парусных судов, известны как «Ревущие сороковые», «Неистовые пятидесятые» и «Пронзительные шестидесятые» из-за скверной погоды, штормовых ветров и больших волн, образующихся из-за движения масс воздуха, которые, обтекая земной шар, не встречают себе препятствий в виде каких-либо заметных массивов суши. Плавучий лёд, особенно в период с мая по октябрь, делает эту область ещё более опасной, а отдалённость региона от населённых областей Земли делает поисковые и спасательные операции малорезультативными.

## Жизнь
Несмотря на суровый климат, Южный океан изобилует жизнью.
Благодаря приполярному расположению Южного океана здесь имеет место резкая сезонная динамика важнейшего условия фотосинтеза — солнечной радиации. В таких условиях в течение года наблюдается большая амплитуда количественных изменений фитопланктона и смещение зоны цветения с севера, где весна начинается раньше, на юг, где она запаздывает. В низких широтах успевают развиться два пика цветения, а в высоких только один. В поверхностных водах ярко выражена биологическая широтная зональность. У обитателей дна подобной зональности нет, так как в их развитии важную роль играет рельеф дна и барьеры, препятствующие обмену флоры и фауны. Среди разновидностей фитопланктона Южного океана преобладают диатомовые водоросли (около 180 видов). Синезелёные водоросли составляют малое число. В количественном отношении также преобладают диатомовые водоросли, особенно в высоких широтах, где их почти 100 %. В период максимума цветения численность диатомовых водорослей достигает своего высшего пика.
Существует чёткая зависимость между распределением водорослей и вертикальной зональностью вод. В летнее время основная масса водорослей находится в поверхностном 25-метровом слое.
В направлении с юга на север происходит изменение состава фитопланктона: постепенно из флоры выпадают высокоширотные холодноводные виды, заменяясь тепловодными.
Южный океан располагает также огромными ресурсами зоопланктона, криля, многочисленных губок и иглокожих, есть представители нескольких семейств рыб, особенно обильны Нототениевые. Из птиц многочисленны буревестники, поморники, пингвины. Обитают киты (синий кит, финвал, сейвал, горбач и другие) и тюлени (тюлень Уэдделла, тюлень-крабоед, морской леопард, морской котик).
Зоопланктон в водах Южного океана представлен копеподами (около 120 видов), двупарноногими (около 80 видов) и другими. Меньшее значение имеют щетинкочелюстные, полихеты, остракоды, аппендикулярии и моллюски. В количественном отношении на первом месте копеподы (веслоногие ракообразные), на долю которых приходится почти 75 % биомассы зоопланктона тихоокеанского и индийского сектора океана. В атлантическом секторе копепод мало, зато здесь широкое распространение получил антарктический криль.
Для Южного океана, особенно для его антарктических областей, характерно массовое скопление криля (антарктических рачков). Биомасса криля в этих районах достигает 2200 миллионов тонн, что даёт возможность ежегодно вылавливать до 50—70 млн тонн криля. Здесь криль является основным питанием беззубых китов, тюленей, рыб, головоногих моллюсков, пингвинов и трубконосых птиц. Сами рачки питаются фитопланктоном.
Численность зоопланктона в течение года имеет два пика. Первый связан с подъёмом видов, которые перезимовали и отмечается в поверхностных водах. Второй пик характеризуется большим количеством зоопланктона во всей толще вод и обусловлен появлением на свет нового поколения. Это период летнего цветения зоопланктона, когда большая часть зоопланктона переходит в верхние слои и перемещается на север, где заметное его скопление происходит в зоне антарктической конвергенции. Оба пика проявляются в виде двух широтных полос концентрации зоопланктона.

## Аэробиология
- Основная статья Аэробиология Антарктики и Южного_океана

Аэробиологическое исследование атмосферного микробиома Антарктики и Южного океана выявило низкую биомассу при высоком разнообразии бактериальных сообществ, причём Южный океан функционирует как селективный фильтр для микроорганизмов, а не как абсолютный барьер.